# 吳兆梅
吳兆梅（?—?），廣西省興安縣人，清朝政治人物、同進士出身。
光緒三十年，會試第225名；殿試登進士三甲第53名，后分發為知縣。